# Structure de groupe et axiome du choix
 (novembre 2024).

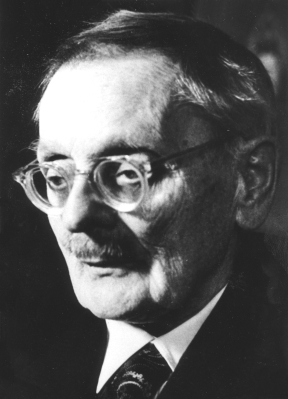
En 1904, Ernst Zermelo a prouvé que tout ensemble pouvait être bien ordonné en utilisant ce qui allait devenir l'axiome du choix.

En mathématiques, un groupe est un ensemble muni d'une opération binaire appelée multiplication, satisfaisant les axiomes de groupe. L'axiome du choix est un axiome de la théorie ZFC qui équivaut à ce que tout ensemble puisse être bien ordonné.
Dans ZF, c'est-à-dire ZFC sans l'axiome du choix, les énoncés suivants s'équivalent :
- Pour tout ensemble non vide X il existe une opération binaire • telle que (X, •) soit un groupe.
- L'axiome du choix est vrai.

## L'axiome du choix donne une structure de groupe
Un ensemble fini peut toujours être muni d'une structure de groupe cyclique, engendré par n'importe quel élément ; cela ne dépend pas de l'axiome du choix. La question se pose surtout pour les ensembles infinis.
L'axiome du choix implique que si {\displaystyle X} est infini, l'ensemble {\displaystyle {\mathcal {P}}_{f}(X)} de ses parties finies a le même cardinal que {\displaystyle X}. Or {\displaystyle {\mathcal {P}}_{f}(X)}, muni de la différence symétrique, est un groupe, donc par transport de structure (en) {\displaystyle X} aussi. On peut également utiliser {\displaystyle \mathbb {F} _{X}}, le groupe libre sur {\displaystyle X}, qui est en bijection avec {\displaystyle X} sous l'axiome du choix.
On peut aussi voir ce résultat comme une conséquence du théorème de Löwenheim-Skolem, qui montre que la théorie des groupes possède des modèles de toute cardinalité.

## Une structure de groupe implique l'axiome du choix
Dans cette section, on suppose que tout ensemble X non-vide peut être muni d'une structure de groupe (X, •).
Soit X un ensemble. Soit ℵ(X) l'ordinal de Hartogs de X. C'est le plus petit cardinal tel qu'il n'y ait pas d'injection de ℵ(X) dans X ; il existe sans l'axiome du choix. Supposons par l'absurde que X ne soit pas en bijection avec un ordinal (ce qui est la négation du théorème de Zermelo). Soit • une opération qui fait de (X ∪ ℵ(X), •)  un groupe.
Montrons que pour tout x ∈ X il existe un α ∈ ℵ(X) tel que x • α ∈ ℵ(X). En effet, par l'absurde, si ce n'est pas le cas il existe un y ∈ X tel que y • α ∈ X pour tout α ∈ ℵ(X). Mais les y • α sont tous distincts lorsque α parcourt ℵ(X). Aussi, un tel y donne une injection de ℵ(X) dans X, ce qui est absurde par définition de ℵ(X).
Définissons maintenant une application j de X dans ℵ(X) × ℵ(X), muni de l'ordre lexicographique, en envoyant x ∈ X sur le plus petit couple (α, β) ∈ ℵ(X) × ℵ(X) tel que x • α = β. Une telle application j est unique et injective. Enfin, définissons un bon ordre sur X par x < y si j(x) < j(y). Alors X est bien ordonné, ce qui est une contradiction,.
Remarque : dans cette preuve, on aurait pu remplacer la structure de groupe par celle de quasigroupe.

## Un ensemble qui ne possède pas de structure de groupe
Il existe des modèles de ZF dans lesquels l'axiome du choix est faux. Dans un tel modèle, il existe des ensembles qui ne peuvent pas être bien ordonnés ; soit X un tel ensemble. Considérons maintenant l’ensemble Y = X ∪ ℵ(X). Alors Y ne possède pas de une structure de groupe, car sinon X pourrait être bien ordonné.
Si un ensemble ne peut pas être muni d'une structure de groupe, alors il ne peut pas non plus être bien ordonnable ; cependant, ces propriétés ne sont pas équivalentes. En effet, il existe des ensembles qui ne peuvent pas être bien ordonnés, tout en ayant une structure de groupe. Par exemple, si {\displaystyle X} est un ensemble quelconque, alors {\displaystyle {\mathcal {P}}(X)} possède une structure de groupe, donnée par l'opération différence symétrique. Mais {\displaystyle X} ne peut pas être bien ordonné, donc {\displaystyle {\mathcal {P}}(X)} non plus.
Un exemple intéressant d’ensembles qui n'admettent pas de structure de groupe est celui des ensembles {\displaystyle X} vérifiants :
1. {\displaystyle X} est un ensemble infini, mais Dedekind-fini. Autrement dit, {\displaystyle X} n'a pas de sous-ensemble dénombrablement infini.
2. Si {\displaystyle X} est partitionné en ensembles finis, alors tous les éléments de la partition, sauf un nombre fini, sont des singletons.

Pour voir que ces deux conditions impliquent que {\displaystyle X} ne peut pas admettre une structure de groupe, remarquons que toute permutation de {\displaystyle X} a ses orbites finies, et que presque toutes sont des singletons. Cela montre que presque tous les éléments sont fixés par la permutation. Si {\displaystyle X} peut être muni d'une structure de groupe, on dispose de la permutations {\displaystyle x\mapsto a\cdot x} pour {\displaystyle a} non neutre. Il existe au moins un {\displaystyle x} tel que {\displaystyle ax=x}, et donc {\displaystyle a} est l'élément neutre, absurde.